# وایتس
وایتس (به آلمانی: Weiz District) یک ناحیه در اتریش است که در اشتایرمارک واقع شده‌است. وایتس ۸۶٬۰۰۷ نفر جمعیت دارد.